# Toronto St. Patricks
Toronto St. Patricks byl profesionální kanadský klub ledního hokeje, který sídlil v Torontu v provincii Ontario. V letech 1919–1927 působil v profesionální soutěži National Hockey League. Své domácí zápasy odehrával v hale Mutual Street Arena s kapacitou 7 500 diváků. Klubové barvy byly zelená a bílá.
Tým Toronto St. Patricks vznikl v roce 1919 přejmenováním týmu Toronto Arenas. Během sedmi sezon v NHL se "svatí Patrikové" do playoff nepodívali čtyřikrát. V sezoně 1920/1921 se jim podařilo vyhrát základní část, ale v semifinále prohráli s Ottawou Senators. V sezoně 1921/1922 se radovali ze zisku Stanley Cupu. V semifinále nejprve porazili Ottawu Senators a ve finále také Vancouver Millionaires. Naposledy se do playoff podívali v sezoně 1924/1925, kdy opět skončili v semifinále. V roce 1927 se klub přejmenoval na Toronto Maple Leafs a tak končí jeho historie.

## Úspěchy
- Vítěz Stanley Cupu ( 1× )
  - 1921/22

## Trenéři
- Frank Heffernan
- Harvey Sproule
- Frank Carroll
- George O'Donoghue
- Charlie Querrie
- Eddie Powers
- Mike Rodden

## Umístění v jednotlivých sezonách
Stručný přehled
Zdroj: 
- 1919–1926: National Hockey League
- 1926–1927: National Hockey League (Kanadská divize)

Jednotlivé ročníky
Zdroj: 
Legenda: Z - zápasy, V - výhry, VP - výhry v prodloužení, R - remízy, P - porážky, PP - porážky v prodloužení, VG - vstřelené góly, OG - obdržené góly, +/- - rozdíl skóre, B - body, KPW - Konference Prince z Walesu, CK - Campbellova konference, ZK - Západní konference, VK - Východní konference, fialové podbarvení - reorganizace, změna skupiny či soutěže
| USA / Kanada (1919 – 1927) |                       |        |    |    |    |   |    |    |    |     |     |    |        |            |
| Sezóny                     | Liga                  | Úroveň | Z  | V  | VP | R | PP | P  | VG | OG  | +/- | B  | Pozice | Play-off   |
| 1919/20                    | NHL (1. polovina)     | 1      | 12 | 5  | –  | 0 | –  | 7  | 52 | 62  | -10 | 10 | 3.     | Ne         |
| 1919/20                    | NHL (2. polovina)     | 1      | 12 | 7  | –  | 0 | –  | 5  | 67 | 44  | +23 | 14 | 2.     | Ne         |
| 1920/21                    | NHL (1. polovina)     | 1      | 10 | 5  | –  | 0 | –  | 5  | 39 | 47  | -8  | 10 | 2.     | Finále NHL |
| 1920/21                    | NHL (2. polovina)     | 1      | 14 | 10 | –  | 0 | –  | 4  | 66 | 53  | +13 | 20 | 1.     | Finále NHL |
| 1921/22                    | NHL                   | 1      | 24 | 13 | –  | 1 | –  | 10 | 98 | 97  | +1  | 27 | 2.     | Vítěz SC   |
| 1922/23                    | NHL                   | 1      | 24 | 13 | –  | 1 | –  | 10 | 82 | 88  | -6  | 27 | 3.     | Ne         |
| 1923/24                    | NHL                   | 1      | 24 | 13 | –  | 0 | –  | 11 | 59 | 48  | +11 | 26 | 3.     | Ne         |
| 1924/25                    | NHL                   | 1      | 30 | 19 | –  | 0 | –  | 11 | 38 | 90  | -52 | 84 | 2.     | Finále NHL |
| 1925/26                    | NHL                   | 1      | 36 | 12 | –  | 3 | –  | 21 | 92 | 114 | -22 | 27 | 6.     | Ne         |
| 1926/27                    | NHL (Kanadská divize) | 1      | 44 | 15 | –  | 5 | –  | 24 | 79 | 94  | -15 | 35 | 5.     | Ne         |